# AVH: Alien vs. Hunter
AvH: Alien vs. Hunter is een Amerikaanse film van The Asylum uit 2007, met William Katt en Dedee Pfeiffer.

## Verhaal
Het voortbestaan van de mensheid wordt bedreigd wanneer een buitenaards wezen en zijn prooi op Aarde belanden.

## Rolverdeling
| Acteur         | Personage |
| -------------- | --------- |
| William Katt   | Lee       |
| Dedee Pfeiffer | Hilary    |
| Whitly Jourdan | Tammy     |
| Randy Mulkey   | Valentine |
| Jennifer Couch | Freckles  |